# Galleria d'arte moderna di Udine
La Galleria d'arte moderna di Udine (GAMUD), sostituita dal 2012 dal nuovo Museo di arte moderna e contemporanea presso Casa Cavazzini, fu fondata nel 1885 per volontà di Antonio Marangoni, commerciante udinese. Aveva sede presso il complesso "Palamostre" e comprendeva oltre 4000 opere tra dipinti, sculture, disegni di architettura, grafica (fumetti).
Le collezioni della GAMUD sono oggi esposte nella nuova sede di Casa Cavazzini, un edificio in pieno centro storico, donato al Comune di Udine dalla famiglia del commerciante e filantropo udinese  Dante Cavazzini e oggetto di un attento restauro, su progetto originario di Gae Aulenti, che si è concluso nel 2011.
Il 6 ottobre 2012 è stato inaugurato il nuovo museo, denominato "Museo di arte moderna e contemporanea", che sostituisce arricchendo la precedente GAMUD.

## Gli artisti
- Carl Andre
- Dino Basaldella
- Mirko Basaldella
- Afro Basaldella
- Italico Brass
- Corrado Cagli
- Giuseppe Capogrossi
- Felice Carena
- Felice Casorati
- Galileo Chini
- Giuseppe Ciardi
- Tullio Crali
- Marco Davanzo
- Willem de Kooning
- James Ensor
- Alessandro Filipponi
- Lucio Fontana
- Vincenzo Gemito
- Candido Grassi
- Virgilio Guidi
- Horst P. Horst
- Camillo Innocenti
- Donald Judd
- Lee Krasner
- Roy Lichtenstein
- Bianca Marchetti
- Antonio Mancini
- Arturo Martini
- Alessandro Milesi
- Amedeo Modigliani
- Mario Maffei
- Robert Mangold
- Angelo Modotto
- Giorgio Morandi
- Plinio Nomellini
- Luigi Nono
- Giulio Piccini
- Max Piccini
- Fred Pittino
- Armando Pizzinato
- Giuseppe Santomaso
- Emilio Scanavino
- Sol LeWitt
- Joaquín Sorolla y Bastida
- Domenico Someda
- Luigi Spazzapan
- Frank Stella
- Ettore Tito
- Renzo Tubaro
- Frans van Holder
- Emilio Vedova
- Alberto Viani
- Giuseppe Zigaina